# Mistrovství Československa v orientačním běhu 1979
Mistrovství Československé socialistické republiky v orientačním běhu proběhlo v roce 1979 ve třech individuálních a jedné týmové disciplíně.

## Mistrovství ČSSR na dlouhé trati
| Datum závodu   | 13. 5. 1979 |  | Místo konání    | Zastávka u Brna |  | Pořadatel       | KOS TJ Tesla Brno |
| Ředitel závodu |             |  | Hlavní rozhodčí |                 |  | Stavitelé tratí |                   |
| Název mapy     | Chroust     |  | Web závodu      |                 |  | Výsledky závodu |                   |

| Zkrácené výsledky             | Zkrácené výsledky  | Zkrácené výsledky   | Zkrácené výsledky | Zkrácené výsledky | Zkrácené výsledky | Zkrácené výsledky  | Zkrácené výsledky          | Zkrácené výsledky | Zkrácené výsledky |
| Pořadí                        | H21 – muži         | H21 – muži          | H21 – muži        | H21 – muži        | Pořadí            | D21 – ženy         | D21 – ženy                 | D21 – ženy        | D21 – ženy        |
| ----------------------------- | ------------------ | ------------------- | ----------------- | ----------------- | ----------------- | ------------------ | -------------------------- | ----------------- | ----------------- |
| Zlatá medaile                 | Zdeněk Lenhart     | VŠZ Brno            | 2:17:12           |                   | Zlatá medaile     | Ada Kuchařová      | VŠZ Brno                   | 1:24:13           |                   |
| Stříbrná medaile              | Jaroslav Kačmarčík | TJ TŽ Třinec        | 2:19:44           | +2:32             | Stříbrná medaile  | Svatava Nováková   | USK Praha                  | 1:24:34           | +0:21             |
| Bronzová medaile              | Luděk Pavelek      | VŠZ Brno            | 2:21:58           | +4:46             | Bronzová medaile  | Dobra Janotová     | USK Praha                  | 1:24:45           | +0:32             |
| 4                             | Robert Zdráhal     | VSK VŠB TU Ostrava  | 2:23:08           | +5:56             | 4                 | Kateřina Keclíková | USK Praha                  | 1:28:07           | +3:54             |
| 5                             | Pavel Jarčevský    | USK Praha           | 2:28:17           | +11:05            | 5                 | Dana Ticháčková    | TJ Jičín                   | 1:35:12           | +10:59            |
| 6                             | Jiří Ticháček      | TJ Jičín            | 2:28:32           | +11:20            | 6                 | Anna Gavendová     | TJ TŽ Třinec               | 1:36:16           | +12:03            |
| 7                             | Petr Uher          | OK Jiskra Nový Bor  | 2:28:50           | +11:38            | 7                 | Eva Kodytková      | OOB Vamberk                | 1:38:34           | +14:21            |
| 8                             | Jiří Konopáč       | USK Praha           | 2:29:13           | +12:01            | 8                 | Renáta Hošková     | USK Praha                  | 1:38:58           | +14:45            |
| 9                             | Ján Mižúr          | Slovensko           | 2:31:38           | +14:26            | 9                 | Marie Picková      | TJ Jičín                   | 1:40:21           | +16:08            |
| 10                            | Karol Hierweg      | Slovensko           | 2:32:05           | +14:53            | 10                | Zdena Strnadlová   | KOB Směr Kroměříž          | 1:40:58           | +16:45            |
| Pořadí                        | H19 – junioři      | H19 – junioři       | H19 – junioři     | H19 – junioři     | Pořadí            | D19 – juniorky     | D19 – juniorky             | D19 – juniorky    | D19 – juniorky    |
| Zlatá medaile                 | Zdeněk Zuzánek     | OOB Vamberk         | 1:42:11           |                   | Zlatá medaile     | Ivana Dvořáková    | USK Praha                  | 1:28:54           |                   |
| Stříbrná medaile              | Radek Novotný      | VŠZ Brno            | 1:43:10           | +0:59             | Stříbrná medaile  | Staša Ondráková    | VSK Chemie Praha           | 1:37:38           | +8:44             |
| Bronzová medaile              | Zdeněk Černík      | TJ Zbrojovka Vsetín | 1:48:58           | +6:47             | Bronzová medaile  | Renata Kordová     | Rudá hvězda Hradec Králové | 1:40:27           | +11:33            |
| << předchozí • následující >> |                    |                     |                   |                   |                   |                    |                            |                   |                   |

Souhrnné informace naleznete v článku Mistrovství Československa na dlouhé trati.

## Mistrovství ČSSR jednotlivců (klasická trať)
| Datum závodu   | 13. 10. 1979 |  | Místo konání    | Rynoltice |  | Pořadatel       | Slavia Liberec orienteering |
| Ředitel závodu |              |  | Hlavní rozhodčí |           |  | Stavitelé tratí |                             |
| Název mapy     | U loupežníka |  | Web závodu      |           |  | Výsledky závodu |                             |

| Zkrácené výsledky             | Zkrácené výsledky       | Zkrácené výsledky              | Zkrácené výsledky       | Zkrácené výsledky       | Zkrácené výsledky | Zkrácené výsledky       | Zkrácené výsledky           | Zkrácené výsledky       | Zkrácené výsledky       |
| Pořadí                        | H21 – muži              | H21 – muži                     | H21 – muži              | H21 – muži              | Pořadí            | D21 – ženy              | D21 – ženy                  | D21 – ženy              | D21 – ženy              |
| ----------------------------- | ----------------------- | ------------------------------ | ----------------------- | ----------------------- | ----------------- | ----------------------- | --------------------------- | ----------------------- | ----------------------- |
| Zlatá medaile                 | Jaroslav Kačmarčík      | TJ Jičín                       | 1:28:04                 |                         | Zlatá medaile     | Ada Kuchařová           | VŠZ Brno                    | 1:25:56                 |                         |
| Stříbrná medaile              | Petr Uher               | OK Jiskra Nový Bor             | 1:31:13                 | +3:09                   | Stříbrná medaile  | Kateřina Keclíková      | USK Praha                   | 1:27:45                 | +1:49                   |
| Bronzová medaile              | Josef Krajča            | TJ Gottwaldov                  | 1:32:05                 | +4:01                   | Bronzová medaile  | Anna Gavendová          | TJ TŽ Třinec                | 1:31:02                 | +5:06                   |
| 4                             | Zdeněk Lenhart          | VŠZ Brno                       | 1:33:20                 | +5:16                   | 4                 | Dana Ticháčková         | TJ Jičín                    | 1:33:15                 | +7:19                   |
| 5                             | Pavel Ditrych           | USK Praha                      | 1:34:31                 | +6:27                   | 5                 | Svatava Nováková        | USK Praha                   | 1:33:52                 | +7:56                   |
| 6                             | Antonín Sklenář         | Lokomotiva Olomouc             | 1:35:12                 | +7:08                   | 6                 | Dagmar Valoušková       | Slavia Liberec orienteering | 1:33:53                 | +7:57                   |
| 7                             | Jaroslav Jašek          | VSK VŠB TU Ostrava             | 1:36:44                 | +8:40                   | 7                 | Dobra Janotová          | USK Praha                   | 1:35:09                 | +9:13                   |
| 8                             | Karol Hierweg           | TJ Slávia Farmaceut Bratislava | 1:36:48                 | +8:44                   | 8                 | Marie Sedláčková        | VŠZ Brno                    | 1:40:21                 | +14:25                  |
| 9                             | Robert Zdráhal          | VSK VŠB TU Ostrava             | 1:37:27                 | +9:23                   | 9                 | Vladislava Hudečková    | VŠZ Brno                    | 1:43:10                 | +17:14                  |
| 10                            | Jaroslav Piják          | TJ Slávia Farmaceut Bratislava | 1:37:40                 | +9:36                   | 10                | Dagmar Slaninová        | OOB TJ Slezan Opava         | 1:43:54                 | +17:58                  |
| Pořadí                        | H19 – junioři           | H19 – junioři                  | H19 – junioři           | H19 – junioři           | Pořadí            | D19 – juniorky          | D19 – juniorky              | D19 – juniorky          | D19 – juniorky          |
| Zlatá medaile                 | Radek Novotný           | VŠZ Brno                       | 1:11:28                 |                         | Zlatá medaile     | Ivana Dvořáková         | USK Praha                   | 1:28:43                 |                         |
| Stříbrná medaile              | Jozef Pollák            | TJ Slávia Banská Bystrica      | 1:19:47                 | +8:19                   | Stříbrná medaile  | Renata Kordová          | Rudá hvězda Hradec Králové  | 1:38:39                 | +9:56                   |
| Bronzová medaile              | František Vosecký       | OK Jiskra Nový Bor             | 1:22:01                 | +10:33                  | Bronzová medaile  | Miroslava Fialová       | TJ Gottwaldov               | 1:50:10                 | +21:27                  |
| Pořadí                        | H17 – starší dorostenci | H17 – starší dorostenci        | H17 – starší dorostenci | H17 – starší dorostenci | Pořadí            | D17 – starší dorostenky | D17 – starší dorostenky     | D17 – starší dorostenky | D17 – starší dorostenky |
| Zlatá medaile                 | Jiří Hlaváč             | KOS TJ Tesla Brno              | 53:30                   |                         | Zlatá medaile     | Iveta Schisslerová      | Loko Pezinok                | 1:00:59                 |                         |
| Stříbrná medaile              | Vlastimil Uchytil       | OOB TJ Zlaté Hory              | 55:15                   | +1:45                   | Stříbrná medaile  | Iva Lázničková          | TJ Gottwaldov               | 1:02:59                 | +2:00                   |
| Bronzová medaile              | Martin Tichovský        | SK Praga                       | 1:00:56                 | +7:26                   | Bronzová medaile  | Iva Kratochvílová       | Kroměříž                    | 1:11:58                 | +10:59                  |
| Pořadí                        | H15 – mladší dorostenci | H15 – mladší dorostenci        | H15 – mladší dorostenci | H15 – mladší dorostenci | Pořadí            | D15 – mladší dorostenky | D15 – mladší dorostenky     | D15 – mladší dorostenky | D15 – mladší dorostenky |
| Zlatá medaile                 | Jiří Vavrečka           | OOB TJ Zlaté Hory              | 45:36                   |                         | Zlatá medaile     | Jana Hlaváčová          | KOS TJ Tesla Brno           | 40:15                   |                         |
| Stříbrná medaile              | Zdeněk Kurz             | Škoda Plzeň                    | 47:05                   | +1:29                   | Stříbrná medaile  | Pavlína Bacílková       | TJ Jičín                    | 45:19                   | +5:04                   |
| Bronzová medaile              | Jan Lepš                | OOB TJ Tatran Jablonec n. N.   | 48:53                   | +3:17                   | Bronzová medaile  | Jana Škabrahová         | TJ Sokol JZD Slušovice      | 48:32                   | +8:17                   |
| << předchozí • následující >> |                         |                                |                         |                         |                   |                         |                             |                         |                         |

Souhrnné informace naleznete v článku Mistrovství Československa v orientačním běhu na klasické trati.

## Mistrovství ČSSR štafet
| Datum závodu   | 14. 10. 1979    |  | Místo konání    | Rynoltice |  | Pořadatel       | Slavia Liberec orienteering |
| Ředitel závodu |                 |  | Hlavní rozhodčí |           |  | Stavitelé tratí |                             |
| Název mapy     | U loupežníka II |  | Web závodu      |           |  | Výsledky závodu |                             |

Souhrnné informace naleznete v článku Mistrovství Československa v orientačním běhu štafet.

## Mistrovství ČSSR v nočním orientačním běhu
| Datum závodu   | 20. 10. 1979 |  | Místo konání    | Látky - Sedlo Prašivá |  | Pořadatel       | Slovensko |
| Ředitel závodu |              |  | Hlavní rozhodčí |                       |  | Stavitelé tratí |           |
| Název mapy     | Mostík       |  | Web závodu      |                       |  | Výsledky závodu |           |

| Zkrácené výsledky             | Zkrácené výsledky       | Zkrácené výsledky              | Zkrácené výsledky       | Zkrácené výsledky       | Zkrácené výsledky | Zkrácené výsledky       | Zkrácené výsledky              | Zkrácené výsledky       | Zkrácené výsledky       |
| Pořadí                        | H21 – muži              | H21 – muži                     | H21 – muži              | H21 – muži              | Pořadí            | D21 – ženy              | D21 – ženy                     | D21 – ženy              | D21 – ženy              |
| ----------------------------- | ----------------------- | ------------------------------ | ----------------------- | ----------------------- | ----------------- | ----------------------- | ------------------------------ | ----------------------- | ----------------------- |
| Zlatá medaile                 | Jaroslav Piják          | TJ Slávia Farmaceut Bratislava | 1:08:41                 |                         | Zlatá medaile     | Svatava Nováková        | USK Praha                      | 57:10                   |                         |
| Stříbrná medaile              | Luděk Pavelek           | VŠZ Brno                       | 1:08:52                 | +0:11                   | Stříbrná medaile  | Anna Gavendová          | TJ TŽ Třinec                   | 1:00:59                 | +3:49                   |
| Bronzová medaile              | Pavel Ditrych           | USK Praha                      | 1:12:04                 | +3:23                   | Bronzová medaile  | Ada Kuchařová           | VŠZ Brno                       | 1:03:47                 | +6:37                   |
| 4                             | Jiří Konopáč            | TJ Jičín                       | 1:12:41                 | +4:00                   | 4                 | Zdena Strnadlová        | KOB Směr Kroměříž              | 1:04:52                 | +7:42                   |
| 5                             | Zdeněk Laciga           | USK Praha                      | 1:15:17                 | +6:36                   | 5                 | Iveta Moráková          | VSK Chemie Praha               | 1:09:13                 | +12:03                  |
| 6                             | Tomáš Václavek          | VSK VŠB TU Ostrava             | 1:16:17                 | +7:36                   | 6                 | Dana Ticháčková         | TJ Jičín                       | 1:10:12                 | +13:02                  |
| 7                             | Jaroslav Kačmarčík      | TJ TŽ Třinec                   | 1:16:52                 | +8:11                   | 7                 | Mária Nagyová           | TJ Slávia Farmaceut Bratislava | 1:13:04                 | +15:54                  |
| 8                             | Oldřich Pilc            | KOS TJ Lokomotiva Krnov        | 1:17:56                 | +9:15                   | 8                 | Marie Sedláčková        | VŠZ Brno                       | 1:16:14                 | +19:04                  |
| 9                             | Ondřej Herdegen         | VSK VŠB TU Ostrava             | 1:18:17                 | +9:36                   | 9                 | Eva Pachnerová          | USK Praha                      | 1:17:10                 | +20:00                  |
| 10                            | Jaroslav Hořínek        | TJ Gottwaldov                  | 1:18:45                 | +10:04                  | 10                | Kateřina Keclíková      | USK Praha                      | 1:17:24                 | +20:14                  |
| Pořadí                        | H19 – junioři           | H19 – junioři                  | H19 – junioři           | H19 – junioři           | Pořadí            | D19 – juniorky          | D19 – juniorky                 | D19 – juniorky          | D19 – juniorky          |
| Zlatá medaile                 | Jozef Pollák            | TJ Slávia Banská Bystrica      | 58:32                   |                         | Zlatá medaile     | Věra Cimrová            | OOB TJ Slavoj Ústí nad Labem   | 55:48                   |                         |
| Stříbrná medaile              | Radek Novotný           | VŠZ Brno                       | 1:04:46                 | +6:14                   | Stříbrná medaile  | Ivana Dvořáková         | USK Praha                      | 56:27                   | +0:39                   |
| Bronzová medaile              | Zbyněk Pospíšek         | KOS TJ Tesla Brno              | 1:07:10                 | +8:38                   | Bronzová medaile  | Ivana Hlobilová         | KOB Kladno                     | 1:01:37                 | +5:49                   |
| Pořadí                        | H17 – starší dorostenci | H17 – starší dorostenci        | H17 – starší dorostenci | H17 – starší dorostenci | Pořadí            | D17 – starší dorostenky | D17 – starší dorostenky        | D17 – starší dorostenky | D17 – starší dorostenky |
| Zlatá medaile                 | Jiří Hlaváč             | KOS TJ Tesla Brno              | 49:21                   |                         | Zlatá medaile     | Jiřina Macounová        | Tempo Praha                    | 34:15                   |                         |
| Stříbrná medaile              | Juraj Tyahúr            | Loko Pezinok                   | 53:36                   | +4:15                   | Stříbrná medaile  | Katarína Husarčeková    | TJ Slávia Banská Bystrica      | 34:58                   | +0:43                   |
| Bronzová medaile              | Jaroslav Matyk          | SOOB Spartak Rychnov n.Kn.     | 57:04                   | +7:43                   | Bronzová medaile  | Yveta Doškářová         | OK Jiskra Nový Bor             | 38:03                   | +3:48                   |
| Pořadí                        | H15 – mladší dorostenci | H15 – mladší dorostenci        | H15 – mladší dorostenci | H15 – mladší dorostenci | Pořadí            | D15 – mladší dorostenky | D15 – mladší dorostenky        | D15 – mladší dorostenky | D15 – mladší dorostenky |
| Zlatá medaile                 | Jan Pospíšek            | KOS TJ Tesla Brno              | 39:41                   |                         | Zlatá medaile     | Eva Bartošáková         | OOB TJ Slovan Luhačovice       | 33:26                   |                         |
| Stříbrná medaile              | Jiří Šindler            | OOB TJ Tatran Jablonec n. N.   | 43:33                   | +3:52                   | Stříbrná medaile  | Jana Hlaváčová          | KOS TJ Tesla Brno              | 35:12                   | +1:46                   |
| Bronzová medaile              | Zdeněk Šíp              |                                | 46:26                   | +6:45                   | Bronzová medaile  | Lenka Kocourková        | SOOB Spartak Rychnov n.Kn.     | 37:34                   | +4:08                   |
| << předchozí • následující >> |                         |                                |                         |                         |                   |                         |                                |                         |                         |

Souhrnné informace naleznete v článku Mistrovství Československa v nočním orientačním běhu.